# Anna Nicole Smith

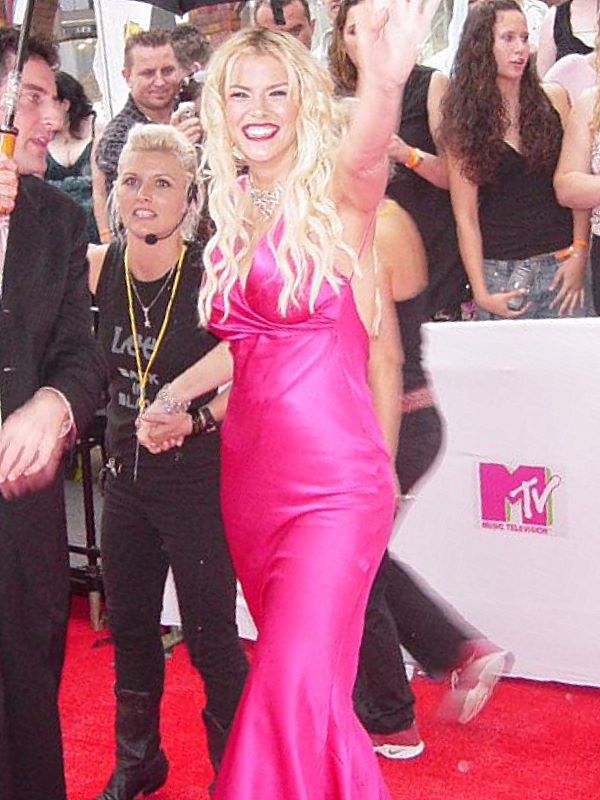

Anna Nicole Smith là nghệ danh của Vickie Lynn Marshall (1968 - 8 tháng 2 năm 2007), một cựu người mẫu của tạp chí Playboy. Anna Nicole Smith có ba người chồng: Billy Smith (ly hôn năm 1987), tỷ phú J. Howard Marshall II (qua đời 13 tháng sau khi cưới) và luật sư Howard K. Stern; và hai con: con trai Daniel Wayne Smith (1986 - 2006), con gái Dannielynn Birkhead (2006 -).
Cô qua đời năm 2007 do dùng quá nhiều chất ma túy tổng hợp, lúc 39 tuổi.